# 端黑螢
端黑螢（学名：Luciola gorhami）为螢科熠螢屬下的一个种。